# عملية نحشون

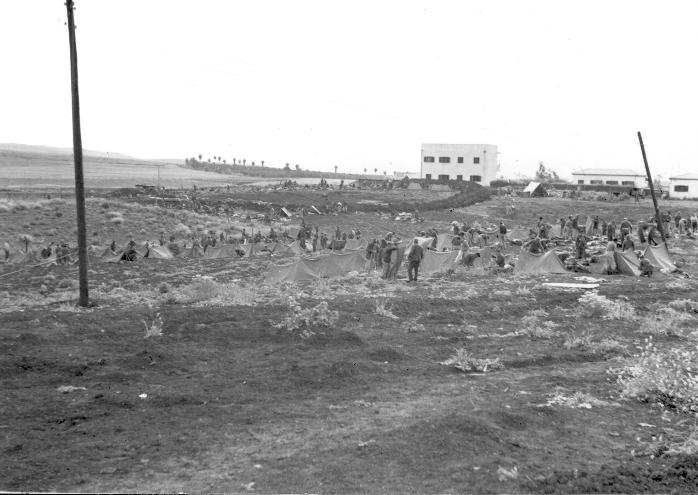
أعضاء من لواء هرئيل يتجمعون في خلدة في بداية عملية نحشون

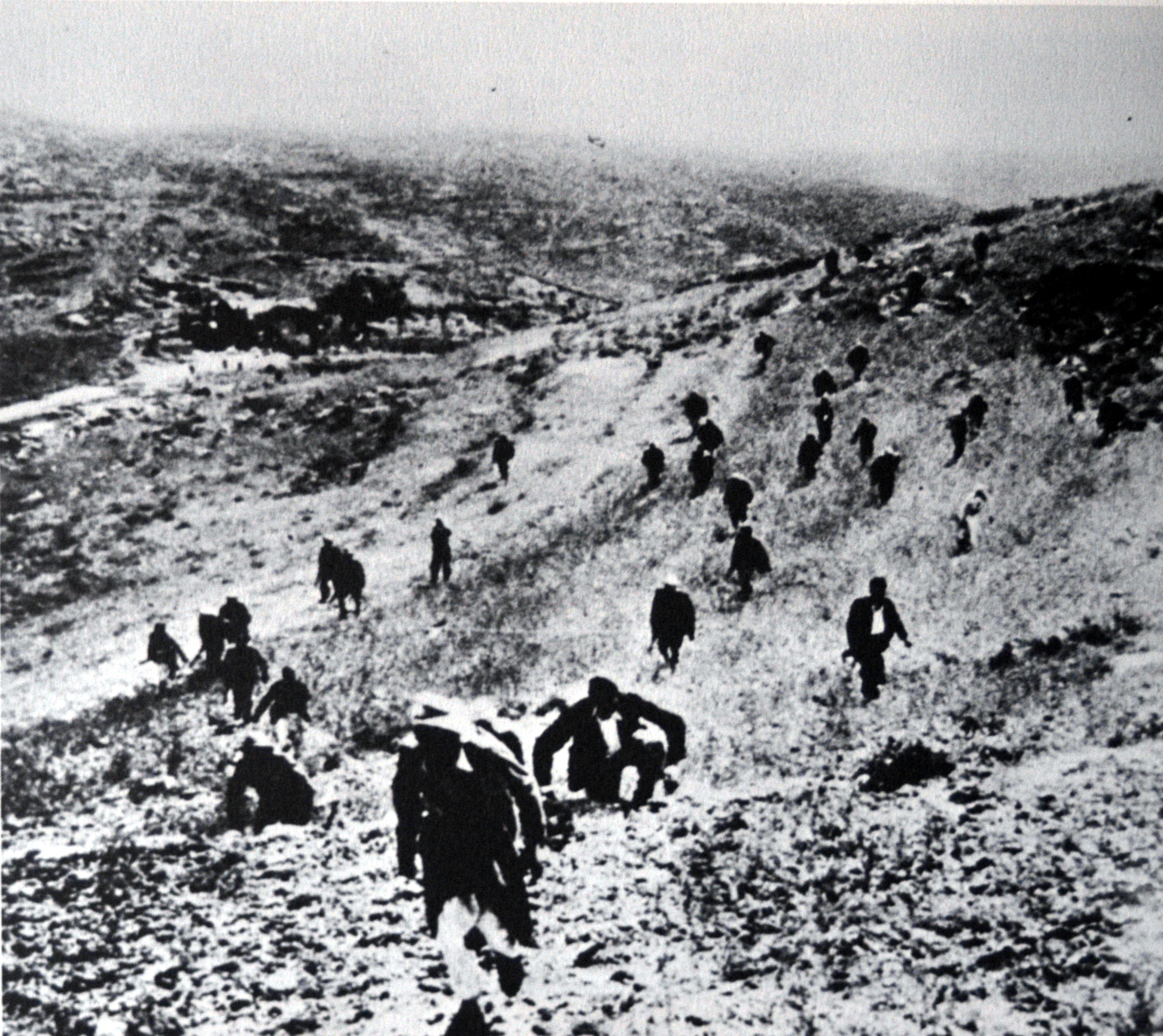
فدائيون فلسطينيون بقيادة عبد القادر الحسيني يتحركون لشن هجوم مضاد على مواقع الهاجاناه في القسطل، 7-8 أبريل 1948

عملية نحشون (بالعبرية: מבצע נחשון) هي التسمية الإسرائيلية لهجوم عسكري صهيوني واسع استمر من 5-16 أبريل 1948. كانت نحشون أول عملية كبرى للهاغاناه والخطوة الأولى لخطة دالت وتم تنفيذها من قبل جفعاتي التابع للهاغاناه وما عُرف لاحقًا باسم لواء هارئيل في البلماح.

## الأهداف
في نهاية آذار 1948 اشتد الحصار العربي على يهود القدس وانقطع الاتصال بينهم وبين مناطق تل أبيب بسبب سيطرة العرب على كافة الطرق المؤدية إلى القدس بما فيها طريق يافا - القدس، ما دفع القيادات الصهيونية لتخطيط هجوم هدف إلى:
- كسر حصار عن القدس، فتح ممر يربط تل أبيب بالقدس وتزويد المجتمع اليهودي المعزول في القدس بالغذاء والأسلحة
- الاستيلاء على أكبر مساحة من الأرض التي تنسحب منها القوات البريطانية بموجب خطة التقسيم للأمم المتحدة 1947

## سير العملية
صدرت الأوامر الأولى في 2 أبريل 1948 وصادق بن غوريون على أن «الهدف الرئيسي للعمليّة هو تدمير القرى العربيّة». تم إصدار برقية تؤكد بدء العملية في 5 أبريل. جرى تعبئة قوة قوامها 1500 جندي من البلماح والهاغاناه وبدأت العملية في نفس الليلة واستمرت حتى 20 أبريل. سيطرت كتائب جفعاتي وهارئيل على الطريق المؤدي إلى القدس لكن العرب تمكنوا من قطع الطريق بعد ذلك. لذلك نظمت بعد عملية نحشون عملية هارئيل، وبعد ذلك عملية يبوسي. وجرت عمليات أخرى في منطقة القدس، عملية مكابي وعملية كيلشون في مايو.
جرت خلال عملية عدة معارك منها معركة القسطل ونفذت العصابات الصهيونية مذبحة دير ياسين.

## النتائج
- التخلص من الخطر العسكري الذي كان يهدد طريق تل أبيب – القدس
- الاستيلاء على أحياء القدس الغربية وطرد سكان قرى غرب القدس و«تطهيرها» من سكانها الفلسطينيين
- شق الجزء الأوسط من الدولة المخصصة للفلسطينيين بموجب خطة التقسيم